# Mutilazione del bestiame
Col termine mutilazione del bestiame ci si riferisce a numerosi episodi di mutilazioni mortali patite dal bestiame ad opera di ignoti in circostanze che vengono definite come misteriose. Questo tipo di eventi sono venuti all'attenzione degli ufologi  negli Stati Uniti a partire dagli anni sessanta.

## Storia
L'esistenza del fenomeno è confermato dalle indagini su 15 casi avvenuti in Nuovo Messico, da parte dell'ATF, del Forest Service e dell'FBI, le quali furono chiamate a indagare su ipotesi quali: culti satanici, UFO, predatori naturali e altro, ma senza alcun apparente risultato. Dagli esami effettuati sulle carcasse è stato evidenziato che agli animali erano stati asportati, nella maggioranza dei casi, i genitali e le zone circostanti.
Il fenomeno, che secondo vari ufologi sarebbe opera di alieni, è riconducibile a cause naturali (predatori, insetti ecc...) A sostegno di quest'ipotesi c'è anche un esperimento condotto nel 1979 in Arkansas dallo sceriffo Herb Marshall, che ha fatto lasciare all’aperto carcasse di animali morti da poco, facendole sorvegliare dai suoi uomini. Dopo due giorni, il gas all'interno dello stomaco degli animali si è espanso aprendo il ventre ed esponendo gli organi interni delle bestie, che sono stati attaccati da insetti: il risultato è stato una carcassa che corrispondeva alle comuni storie di mutilazioni. Una successiva indagine canadese ha messo in rilievo che le mutilazioni di parti esterne (come orecchie e genitali) sono invece opera di predatori. Inoltre, le autopsie eseguite da veterinari di università statunitensi non hanno evidenziato elementi non spiegabili con cause naturali. In altri casi, le mutilazioni sarebbero frutto di mistificazioni; ad esempio, si ritiene che parte delle mutilazioni avvenute in Sudamerica sarebbero state effettuate da organizzazioni malavitose, con finalità intimidatorie verso gli allevatori.
Secondo un'altra ipotesi, le mutilazioni animali sarebbero dovute a indagini segrete promosse dal governo statunitense, che riguarderebbero i livelli di contaminazione radioattiva in alcune zone dove in passato sono stati condotti test nucleari o, secondo altri, alcune malattie degli animali. A sostegno di quest’ipotesi vengono citate dichiarazioni di testimoni che avrebbero visto elicotteri misteriosi aggirarsi in queste zone. Questa teoria suscita però molte perplessità, perché il governo avrebbe potuto ottenere legalmente il materiale per i test acquistando regolarmente gli animali dagli allevatori o i loro organi dai macelli.
Secondo vari ufologi, ciò che lascerebbe perplessi sono quelle che, dagli ufologi stessi, vengono descritte come le modalità dell'asportazione, dalla precisione chirurgica delle incisioni, la "totale assenza di sangue sia nel corpo dell'animale sia nella zona circostante il rinvenimento della carcassa". Le ferite tramite le quali venivano asportati gli organi erano caratterizzate da taglio netto analogo a quello di un bisturi, e la sezione di tessuto interessata dalla ferita risultava cauterizzata. In molti casi la carcassa dell'animale presentava fratture multiple sul lato rivolto verso terra, questo ha fatto presupporre che gli animali fossero caduti da un'altezza elevata, come ad esempio da un elicottero.
Questi particolari, spesso desunti in modo del tutto arbitrario e molti dei quali semplicemente compatibili con accadimenti naturali, hanno alimentato le teorie degli ufologi sul fatto che gli animali sarebbero stati rapiti da presunti alieni per poi essere uccisi e scaraventati al suolo. L'ufologa Linda Moulton Howe è considerata la massima esperta mondiale di casi di mutilazione animale. Anche l'ufologo Nick Pope si è occupato dell'argomento.